# Tim Donaghy
Timothy Francis Donaghy (Havertown, 7 gennaio 1967) è un ex arbitro di pallacanestro statunitense, ha lavorato per la National Basketball Association (NBA) per 13 stagioni, dal 1994 al 2007, arbitrando 772 partite di regular season e 20 di playoff.

## Biografia
Nato a Havertown, sobborgo di Filadelfia, Pennsylvania, Donaghy ha frequentato la O'Hara High School di Springfield insieme ad altri tre futuri arbitri: Joey Crawford, Mike Callahan, e Ed Malloy. Nel 1989, Donaghy si laurea in Marketing alla Villanova University. Durante il periodo trascorso alla Villanova ha giocato nella squadra di baseball della scuola. Secondo la National Basketball Referee's Association (l'associazione degli arbitri NBA), Donaghy ha guadagnato i gradi di All-Catholic e All-Delaware County per il baseball e di All-Delaware County per il basket durante l'high school. Questa notizia viene smentita dall'allenatore di baseball della Villanova, George Bennett, che sostiene che Donaghy non ha mai fatto parte della squadra dell'Università e che nessun registro lo indica come membro della squadra di baseball All-Catholic o della squadra di basket All-Delaware County.
Donaghy sposa Kimberly nel 1995; i due, che durante il matrimonio avranno quattro figlie, si separeranno 12 anni dopo. Prima di arbitrare nella NBA, Donaghy ha passato cinque anni ad arbitrare le partite della Pennsylvania High School e sette anni ad arbitrare le partite della Continental Basketball Association (CBA), venne anche nominato capo arbitro per il CBA All-Star Game del 1993. Nel 1994 viene assunto dalla NBA, dove lavorerà per 13 anni, vestendo l'uniforme con il numero 21. Durante la sua carriera NBA, Donaghy ha arbitrato 772 partite di regular season e 20 partite di playoff.
Donaghy si è dimesso il 9 luglio 2007 prima che uscisse la notizia delle indagini da parte del Federal Bureau of Investigation (FBI) e dell'accusa di aver scommesso su gare da lui arbitrate nelle sue ultime due stagioni. Durante queste gare avrebbe preso delle decisioni atte ad "aggiustare" il punteggio finale. Il 15 agosto Donaghy è stato dichiarato colpevole di due capi di due delle accuse mosse dai federali durante le indagini. L'8 luglio 2008 Donaghy è stato condannato a 15 mesi da scontare in una prigione federale. Ha scontato 11 mesi nella prigione federale di Pensacola, in Florida, e avrebbe dovuto scontare i restanti mesi in un centro di reinserimento, ma fu rimandato in prigione per aver violato i termini del rilascio. È stato scarcerato il 4 novembre 2009 dopo aver scontato la sua pena.